# Aphaniotis fusca
Espèce
Synonymes
- Otocryptis fusca Peters, 1864
- Aphaniotis floweri Werner, 1900

Statut de conservation UICN

 LC  : Préoccupation mineure
Aphaniotis fusca est une espèce de sauriens de la famille des Agamidae.

## Répartition
Cette espèce se rencontre  :
- en Thaïlande dans les provinces de Pattani et de Yala;
- en Malaisie péninsulaire ;
- à Singapour ;
- en Indonésie à Simeulue, à Nias, à Sumatra, à Singkep, au Kalimantan et à Natuna.

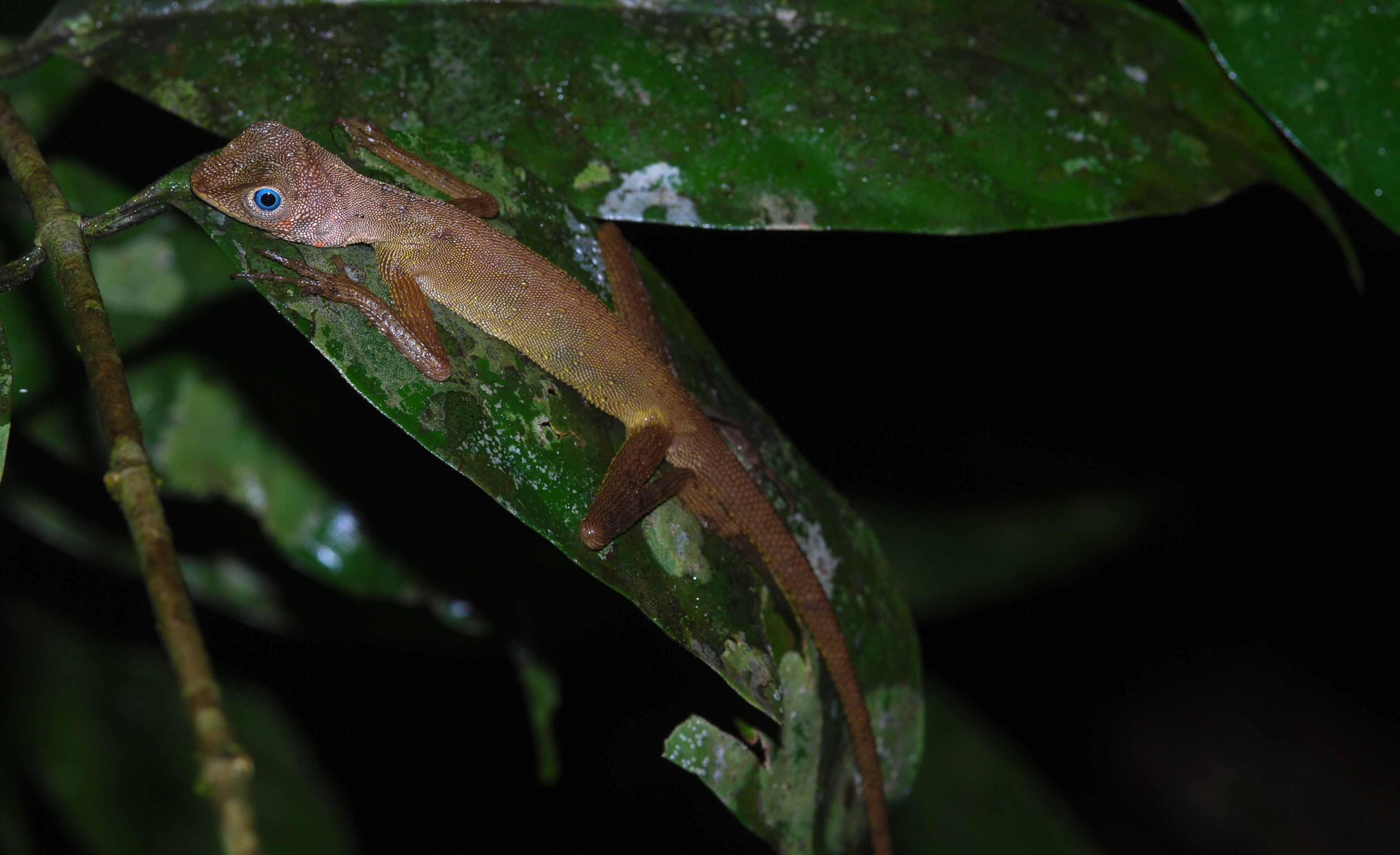

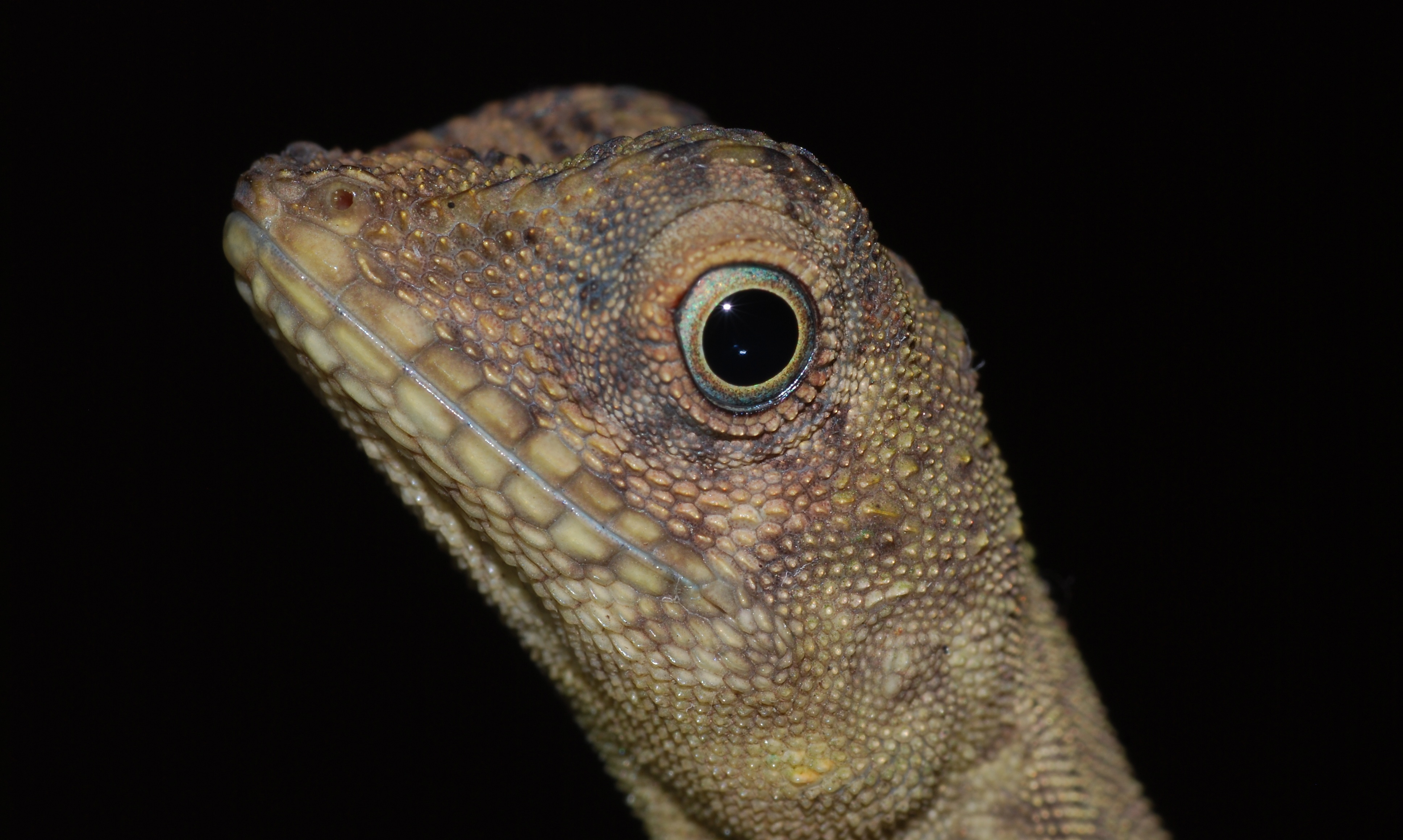

## Publication originale
- Peters, 1864 : Über einige neue Säugethiere (Mormops, Macrotus, Vesperus, Molossus, Capromys), Amphibien (Plathydactylus, Otocryptis, Euprepes, Ungalia, Dromicus, Tropidonotus, Xenodon, Hylodes), und Fische (Sillago, Sebastes, Channa, Myctophum, Carassius, Barbus, Capoeta, Poecillia, Saurenchelys, Leptocephalus). Monatsberichte der Königlichen Preussischen Akademie der Wissenschaften zu Berlin, vol. 1864, p. 381-399 (texte intégral).